# Jasper Heyman
Jasper Heyman (Sint-Niklaas, 25 januari 1998) is een Vlaams acteur en zanger.

## Carrière
Hij begon zijn ervaring in JTO, Jeugdtheater Ondersteboven, waar hij onder andere '13 the musical' speelde. 
Heyman begon zijn carrière met een rol als prins in de special van Prinsessia - Het Prinselijke Bal. Zijn eerste grote rol was die van Noah De Smidt in Campus 12. Daarnaast speelde hij een gastrol in 2022 in de VTM-soapserie Familie als Ian.
Sinds 2022 is hij lid van De KetnetBand. Van oktober 2024 tot mei 2025 speelde hij een hoofdrol als Adam Amary in de VRT-soapserie Thuis.

## Filmografie
| Jaar      | Programma                        | Rol              |
| --------- | -------------------------------- | ---------------- |
| 2015      | Prinsessia - Het Prinselijke Bal | prins Herbert    |
| 2017      | Kosmoo                           | Selle De Wachter |
| 2018-2020 | Campus 12                        | Noah De Smidt    |
| 2022      | Familie                          | Ian              |
| 2023      | Wat is de kans?                  | Sepp             |
| 2023      | Net als in de film               | Thomas           |
| 2024      | Please tell me you're fine       | ?                |
| 2024      | De Raad van Soekie               | basketballer     |
| 2024-2025 | Thuis                            | Adam Amary       |

## Theater
- Knock-Out (2020-2021) - als Noah De Smidt